# Faculté de médecine de Strasbourg
La faculté de médecine de Strasbourg est située dans le campus Médecine à Strasbourg, à proximité immédiate de l'hôpital civil, non loin du quartier historique de la Petite France. Avec ses 5 130 étudiants, elle est l'une des principales composantes de l'université de Strasbourg. Elle est par ailleurs liée par convention au Centre hospitalier régional et universitaire de Strasbourg, regroupant les hôpitaux universitaires de Strasbourg (HUS). De nombreuses personnalités du monde médical sont passées par ses murs dont cinq prix Nobel de physiologie ou médecine : Alphonse Laveran, Albrecht Kossel, Paul Ehrlich, Otto Loewi et Otto Fritz Meyerhof.

## Histoire

### Les prémices
La première démonstration d’anatomie humaine à Strasbourg est organisée en 1517 et entre 1530 et 1533, le premier enseignement médical est donné à titre privé par Otto Brunfels à Strasbourg.
Ce n'est cependant qu’en 1538 que le Magistrat de Strasbourg, Jacques Sturm fonde la Haute École de la ville libre impériale de Strasbourg. En septembre 1538, Jean Sturm prend ainsi la direction de la Schule qui deviendra le gymnase protestant dont il sera le premier recteur. On y enseigne les quatre sciences fondamentales que sont la théologie, la philosophie, le droit et la médecine. La nomination du tout premier professeur de médecine de Strasbourg, Sebald Hawenreuter, n'a cependant pas lieu avant 1540. En 1566, la Haute École de Strasbourg est promue académie (protestante) par la grâce de l'empereur Maximilien II du Saint-Empire et 1585 voit la création des chaires de médecine théorique et de médecine pratique à l’académie.
Entre 1611 et 1652, le professeur de médecine pratique Johann Rudolph Salzmann, organise de nombreuses dissections publiques dans divers lieux de Strasbourg.

### L’université sous le Saint-Empire romain germanique
L'académie de Strasbourg reçoit, par l'empereur Ferdinand II du Saint-Empire, le statut d'université en 1621. Ce nouveau statut l'autorise à décerner le grade de docteur. Cette université se compose de quatre facultés qui reprennent les quatre sciences fondamentales (faculté de théologie, faculté de philosophie, faculté de droit, et faculté de médecine); chacune dirigée par un doyen. La faculté de médecine comporte alors trois chaires : anatomie et chirurgie, pathologie, et matière médicale et chimie.
En 1670, le titulaire de la chaire d’anatomie et de botanique, Johann Albrecht Sebiz, fait installer un « théâtre d’anatomie » dans la chapelle Saint-Erhard, une chapelle abandonnée à côté de l'hôpital.

### L'université sous le Royaume de France
Le 30 septembre 1681, Strasbourg devient ville libre royale. L'université protestante de Strasbourg est maintenue dans son autonomie par Louis XIV.
La faculté se développe en 1728 avec la création, par J. J. Fried, d'une école d'accouchement pour les élèves en médecine.
Le premier catalogue d’anatomie à Strasbourg date de 1737, il renferme une liste manuscrite de 65 préparations anatomiques effectuées par Johann Ludwig Hommel et sert d’inventaire interne.
Le 8 mai 1738 un décret du Conseil des Treize institue des leçons pratiques à l'hôpital. Le professeur de pathologie Jean-Jacques Sachs obtient alors du magistrat des lits pour instruire ses étudiants à l'hôpital civil. La clinique trouve son entrée dans les modalités d'enseignement pratique de la médecine et 1756 verra ainsi la création d'une chaire de clinique.
Le 7 mars 1791 la pratique de la médecine est rendue libre en France, il n'est plus obligatoire d'être docteur en médecine pour exercer, et le 18 août 1792 la Constituante supprime même universités, facultés, et corporations savantes.

### L'École de santé de Strasbourg
Afin de fournir des médecins et chirurgiens, formés et non auto-proclamés, militaires aux armées, la Convention proclame par la loi du 14 frimaire de l'an III (4 décembre 1794) l'ouverture de trois écoles de santé à Paris, Montpellier, et Strasbourg. Par décret, les biens et matériels d'enseignement des anciennes facultés passent aux écoles. Ainsi le 21 décembre 1794 a lieu l'ouverture solennelle de l'École de médecine de Strasbourg qui va essentiellement former des "officiers de santé" pour l'armée. L'administration rétablit les examens et les cours ont lieu dans le palais Rohan. Cependant, face au manque cruel de médecins civils, l'école de santé instruit de nouveau des médecins civils à partir du 24 octobre 1796, et en 1798 il est à nouveau permis de passer sa thèse.
Le nombre de chaires (trois dans l'ancienne Faculté de Médecine) est porté à cinq dans l'école de santé: anatomie et physiologie, botanique et matière médicale, chimie médicale et pharmacie, clinique interne, chirurgie pathologie externe et accouchements. Plusieurs chaires s'ajoutent progressivement pour arriver à un total de dix en 1799.
Lors de la création de l'école de pharmacie de Strasbourg, en 1803, il y a douze chaires dont quatre concernant les sciences pharmaceutiques. Cette même année est mis en place un système double se composant d'officier de santé (formation de 3 ans), et de docteur en médecine (formation de 4 ans). L'officier de santé, qui ne passe pas de doctorat, est un apprenti qui accompagne un médecin dans ses actes quotidiens.

### L’université Impériale

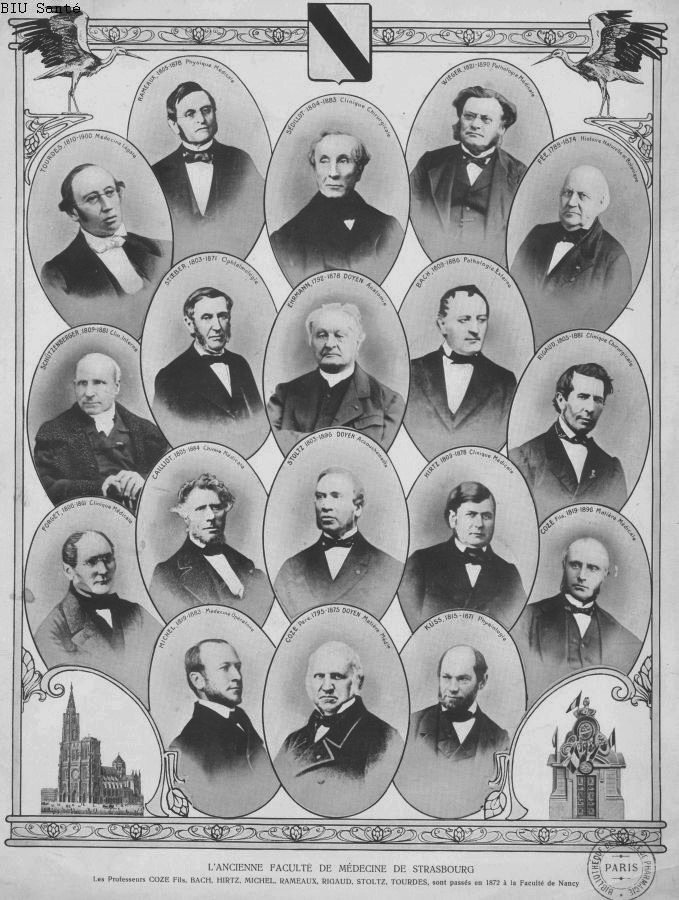
« L'ancienne faculté de médecine de Strasbourg ».

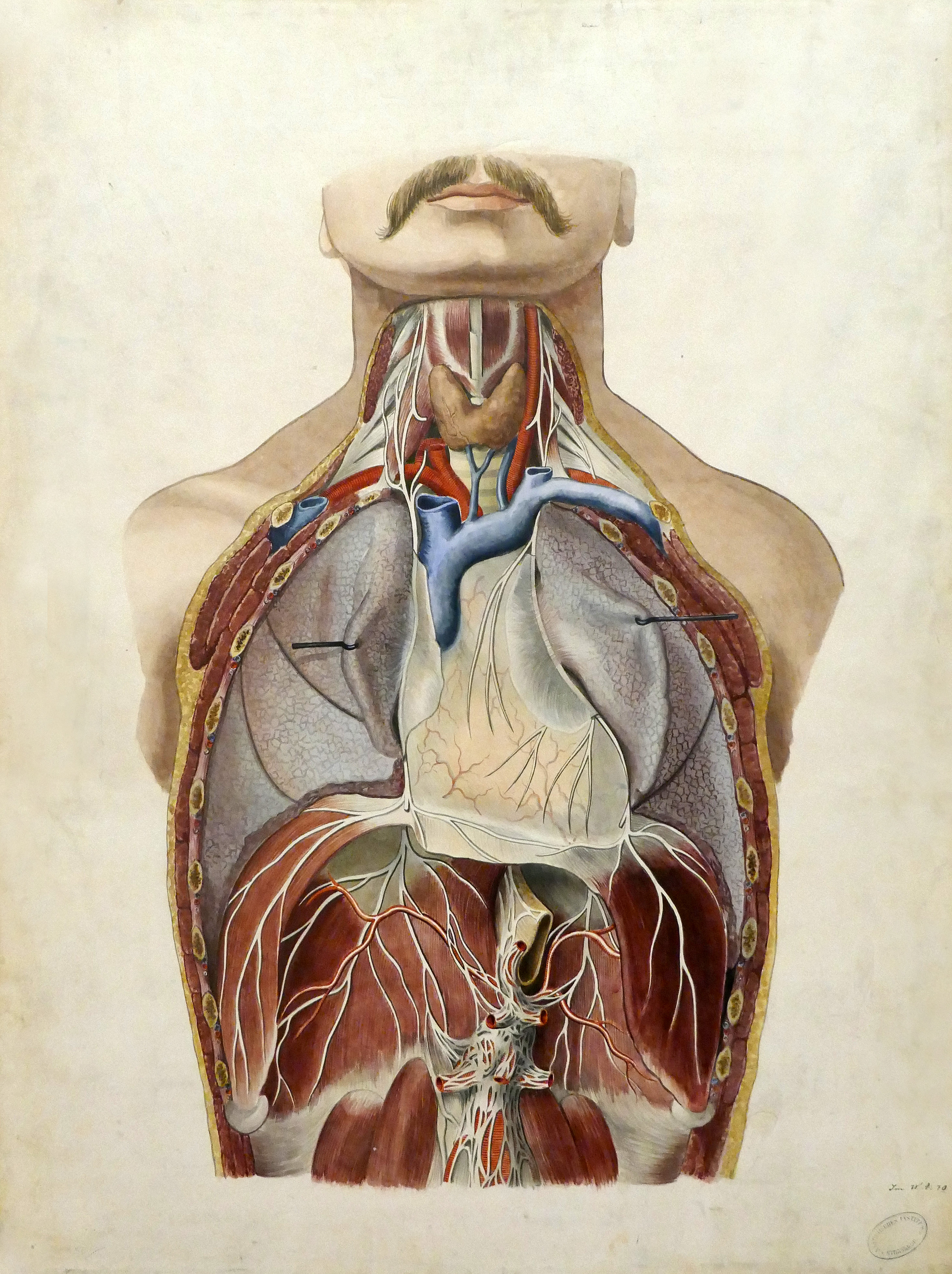
Planche anatomique de Jean Wittmaack, vers 1880 (Institut d'anatomie normale)

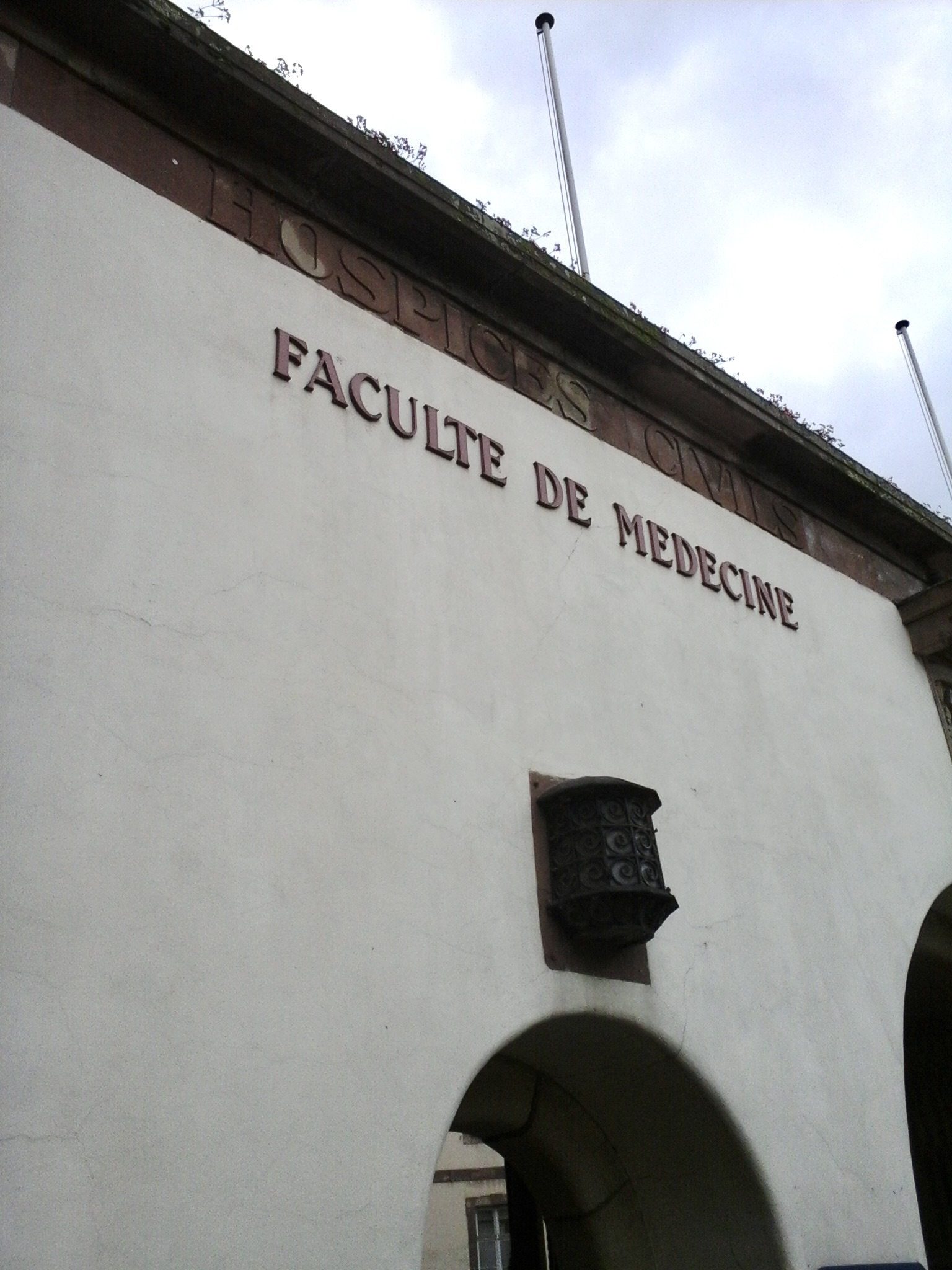
Porte de l'ancienne faculté de médecine de Strasbourg

Le décret impérial du 10 mai 1806 rend le titre de faculté de médecine à l'école. Mais ce n'est qu'en 1808 que l’école de santé est effectivement transformée en faculté de médecine au sein de l'université impériale nouvellement créée. La faculté comporte alors douze
chaires dont trois concernaient les sciences pharmaceutiques (chimie, botanique et histoire naturelle des médicaments, pharmacie).
En 1814 est créée la chaire de médecine légale, François-Emmanuel Fodéré en est le premier titulaire, et en 1819 la chaire d'anatomie pathologique dont le premier titulaire est Jean Lobstein.
Le développement de la faculté de médecine nécessite aussi une extension des locaux, ainsi en 1819 a lieu la fondation officielle du musée d’anatomie de Strasbourg. En 1823, les cours de la faculté de médecine ont lieu à l'hôtel de la Prévôté avant que la faculté s'installe dans l'asile des enfants trouvés en 1825. En 1829, le doyen Coze obtient la construction d'un bâtiment annexé à l'hôpital pour y enseigner les cours pratiques d'anatomie, de médecine, et de chirurgie, et pour y installer un musée d'anatomie normale et pathologique.
Après 1829, les médecins et les chirurgiens de l'hôpital sont choisis parmi les professeurs et agrégés (nouvellement nommés par concours) de la faculté.
Entre 1833 et 1836, la faculté intègre le grand bâtiment de l'hôpital, en se voyant octroyer deux salles de 36 lits pour l'enseignement clinique, ce qui entraine la création de la chaire de clinique externe et médecine opératoire en 1835.
Les années 1837 à 1855 voient un fort développement de la faculté avec la création de plusieurs chaires :
- 1837 : chaire des maladies syphilitiques et cutanées, enseignement propre de la dermatologie (maladies de la peau et vénériennes).
- 1838 : fondation de la clinique des maladies des yeux dont l'enseignement sera officialisé en 1854.
- 1844 : création de la chaire de médecine interne
- 1845 : création de la chaire des maladies infantiles et enseignement propre de la "pédiatrie".
- 1847 : création de la chaire des maladies chroniques
- 1854 : création de la chaire d'ophtalmologie[4].
- 1855 : création de la chaire des maladies mentales.

Le 12 juin 1856 est créée l'école impériale du Service de santé militaire de Strasbourg,, elle est dès sa création associée à la faculté de médecine pour ce qui concerne l’enseignement. C'est à la tête de cette école qu'est nommé Charles-Emmanuel Sédillot, précurseur de l'asepsie opératoire et inventeur du mot microbe. En 1864, elle devint l'École impériale du Service de santé militaire et forme jusqu'à la guerre de 1870, 1 054 médecins et 90 pharmaciens (formés à partir de 1864). En particulier Alphonse Laveran qui découvrit à Constantine l'hématozoaire du paludisme et reçoit, en 1907, le premier Prix Nobel de physiologie ou médecine français.
La faculté de médecine obtient enfin des locaux, situés place de l'Hôpital, construits à son usage propre en 1866. La Guerre franco-allemande de 1870 met fin à l'enseignement de l'École et plus globalement des facultés strasbourgeoises. De plus, lors du siège de Strasbourg, la faculté et l'hôpital sont atteitns par les bombardements, le secrétariat de la faculté et la chapelle Saint-Erhard sont totalement détruits dans un incendie.
À la suite de la guerre de 1870, Strasbourg devient allemande et la faculté de médecine est transférée à Nancy où par décret présidentiel du 1er octobre 1872, elle prend la place de l'École préparatoire de médecine de Nancy.

### La Kaiser-Wilhelms-Universität

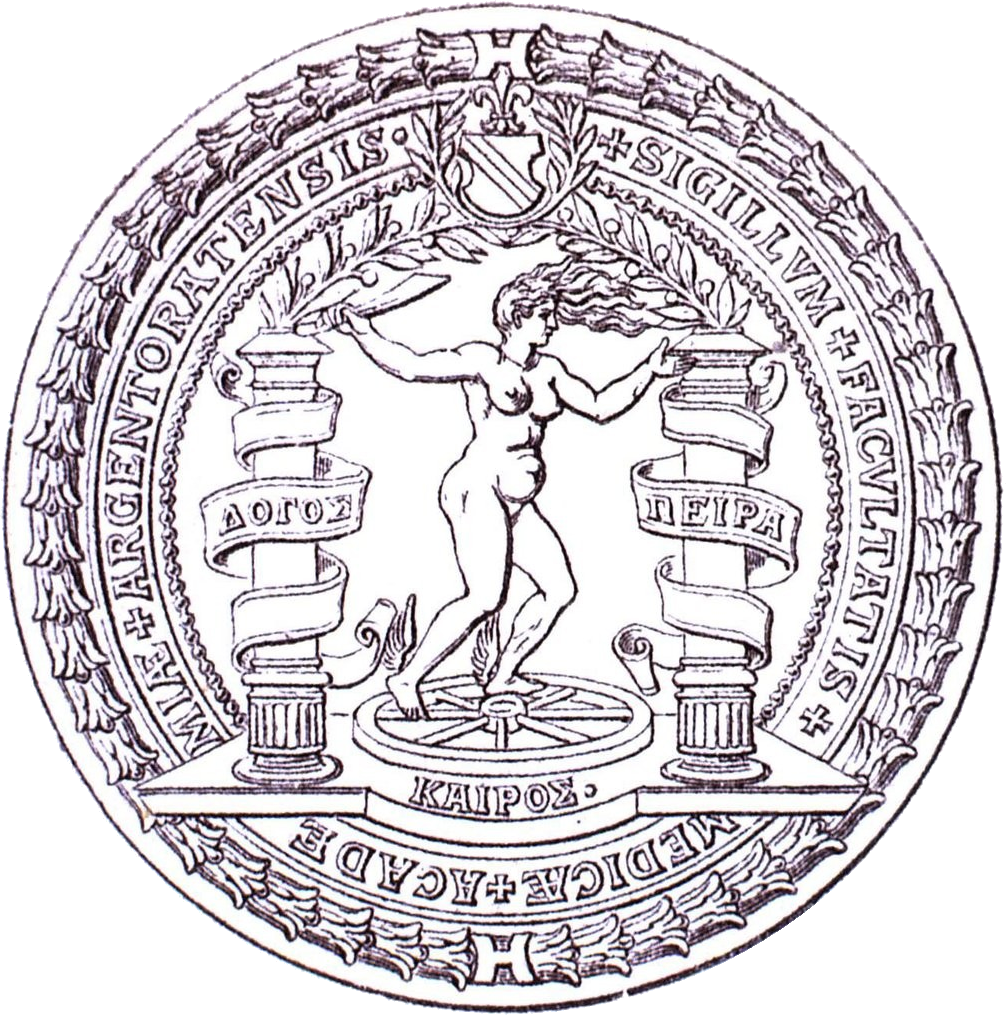
Sceau de la faculté de médecine de Strasbourg, Weber F. (Leipzig), 1872.

Après le transfert de la faculté de médecine à Nancy, son bâtiment est cédé à la ville de Strasbourg et une nouvelle faculté est fondée au sein de la Kaiser-Wilhelms-Universität.
Le médecin allemand Albrecht Kossel y étudia à partir de 1872, il obtient par la suite le prix Nobel de physiologie ou médecine en 1910 pour ses recherches en biologie cellulaire, en particulier sur les protéines et les acides nucléiques.
En passant sous administration allemande, la faculté est sujette à de nouvelles lois, ainsi grâce à un édit allemand de 1812, les services cliniques de Strasbourg passent sous le contrôle de l'université.
En 1871, le professeur Charles Schützenberger et quelques autres professeurs créent une école libre « pour maintenir les méthodes et la langue française » ; cependant les autorités allemandes obligent à sa fermeture dès 1872. Le 30 octobre 1872, une convention entre la Kaiser-Wilhelms-Universität et l’hôpital de Strasbourg place les professeurs de la faculté sous l’autorité de l’hôpital.
Afin d'affirmer le rayonnement intellectuel et scientifique allemand, les autorités allemandes recrutent et mettent en chantier un vaste ensemble de nouvelles constructions qui deviendront des « instituts » autonomes (anatomie, anatomie-pathologique et histologie ; physiologie ; pharmacologie ; biophysique ; chimie biologique, hygiène et bactériologie) et des « cliniques ».
Une nouvelle convention, datée du 30 octobre 1872, entre l’université et l’hôpital fixe les conditions matérielles et de maintenance des cliniques. Ainsi l’hôpital paye pour la maintenance (chauffage, éclairage, gaz, eau…) et l’université paye annuellement la partie qui lui revient.
Entre 1881 et 1914, une dizaine de cliniques et services sont mis en place :
- 1881 : mise en service de la clinique chirurgicale A ;
- 1885 : mise en service de la clinique psychiatrique ;
- 1887 : mise en service de la clinique gynécologique et obstétricale ;
- 1891 : mise en service de la clinique ophtalmologique ;
- 1901 : mise en service de la clinique médicale A ;
- 1902 : création d’une clinique dentaire scolaire[10] ;
- 1910 : mise en service de la clinique infantile ;
- 1911 : mise en service de la maternité ;
- 1912 : mise en service de la clinique neurologique et du service central de radiologie et de physiothérapie ;
- 1914 : mise en service de la clinique médicale B et de la clinique chirurgicale B.

«  Le désastre de 1871 va changer une fois de plus la vie sociale et politique de Strasbourg. Le régime wilhelmien fonde une université qui voudrait être un modèle du genre et la Faculté de médecine est dotée d'installations universitaires et hospitalières comme on en a jamais vu auparavant. Le corps professoral est constitué par des titulaires jeunes et qui étaient ou allaient devenir, à peu d'exceptions près, des sommités scientifiques. Nous ne pouvons citer ici qu'un petit nombre des plus célèbres d'entre eux: Waldeyer, anatomiste; Hoppe-Seyler, fondateur de la chimie physiologique; Goltz, illustre physiologiste; von Recklinghausen, anatomopathologiste; Naunyn, professeur de clinique interne et dont les mémoires constituent un des documents essentiels sur cette époque. La renommée de cette Faculté attira bon nombre d'étudiants et surtout de travailleurs parmi lesquels, au début, les Alsaciens-Lorrains étaient peu nombreux, mais l'adaptation allait se faire au fur et au mesure que les années passaient. Progressivement, l'éclat de la Faculté de médecine allemande allait baisser par le départ des professeurs les plus notoires vers Berlin, les remplaçants n'étant que rarement à la hauteur de la réputation de leur prédécesseurs.

Les autorités allemandes réalisent un plan hardi pour l'époque, celui d'une faculté-hôpital. Autour d'un vénérable bâtiment du dix-huitième siècle qui jusqu'alors était tout l'hôpital-civil (et dont certains locaux servent encore aujourd'hui [1970] pour l'hospitalisation), naît un ensemble impressionnant de bâtiments: instituts autonomes pour les chaires de sciences fondamentales avec des laboratoires d'enseignement et de recherche, des amphithéâtres, des bibliothèques, cliniques universitaires de médecine et de chirurgie générales, d'accouchement, de spécialités diverses. Ce regroupement forme une ville dans la ville avec des services d'alimentation, administratifs et techniques, et il ne deviendra trop étroit qu'en 1945. »
La Kaiser-Wilhelms-Universität ferme ses portes en décembre 1918.

### L'université de Strasbourg durant l'entre-deux-guerres

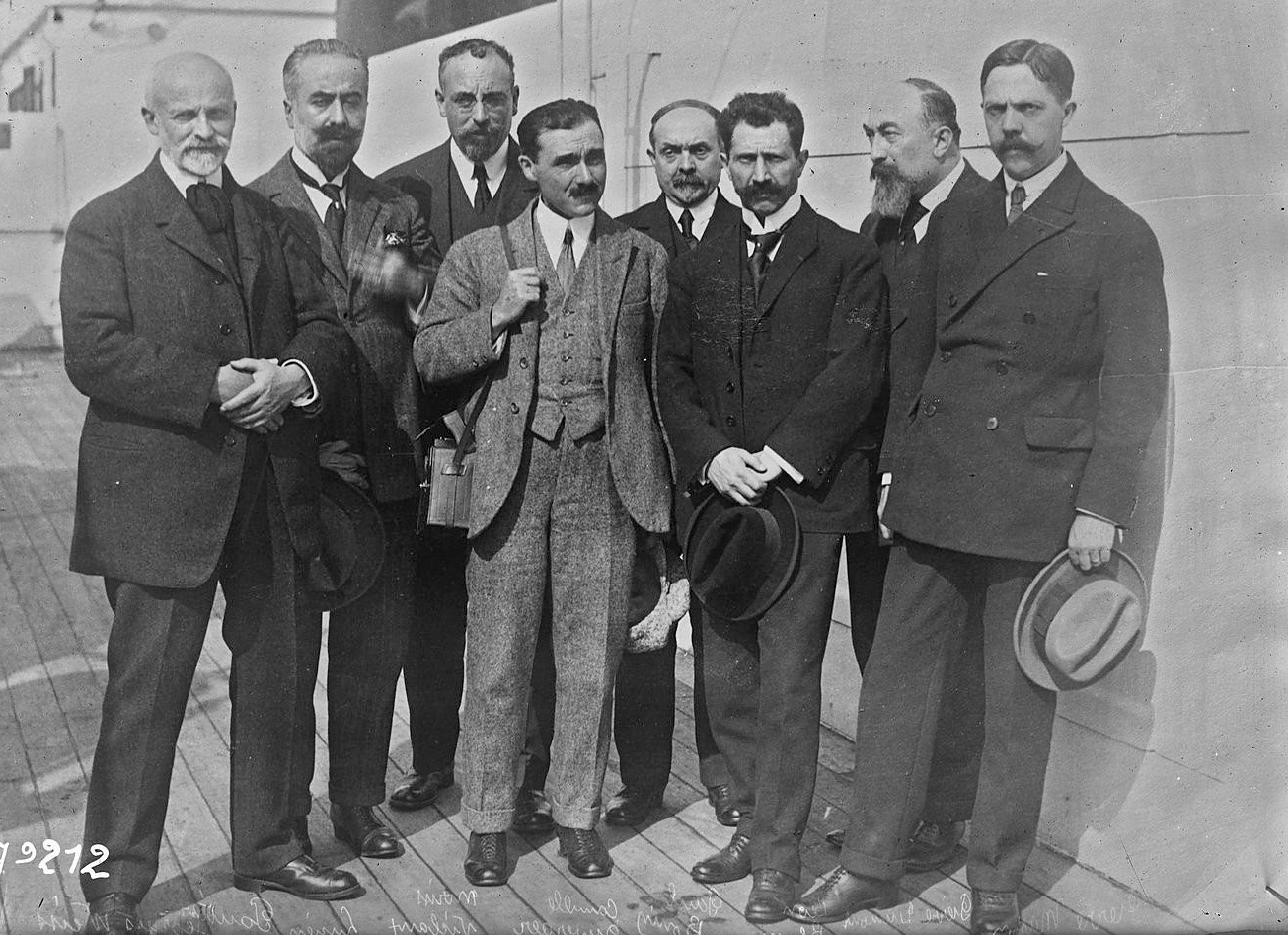
Mission d'étude aux États-Unis concernant la fabrication de manière semi-industrielle de l'insuline d'origine extractive, avec [De d. à g.] Pierre Masson, Pierre Dumont, Léon Blum, Pol Bouin, Camille Duverger, Maurice Nicloux, Lucien-Marie Pautrier et Georges Weiss. Coll. de la Bibliothèque nationale de France

En 1919, la faculté redevient française avec le retour de l'Alsace-Lorraine à la France. Le professeur Georges Weiss est envoyé à Strasbourg dès le mois décembre 1918 pour se charger de refonder la nouvelle faculté. Il dispose de grands moyens pour en affirmer le rayonnement de l'institution nouvelle ; il sera élu doyen de la faculté de 1919 à 1929.
« En 1918, la Faculté de médecine redevient française. Le doyen Georges Weiss, doté de pouvoirs exceptionnels a toute liberté pour le recrutement des professeurs; il sait tirer parti des côtés favorables de l’université allemande en les combinant avec les avantages de l'université française. Le corps professoral qu'il réunit en 1919 est composé de maîtres réputés. Certains avaient été recrutés sur place parmi des maîtres alsaciens, auxquels le titulariat était inaccessible avant 1914. Ne rappelons ici que quelques noms qui ont dépassé la renommée locale: Forster (anatomie), Léon Blum (interniste de physiopathologiste), Pfersdorff (psychiatrie), Schickelé (gynécologue et obstétricien). Un nombre égal de maîtres viennent d'institutions françaises fort différentes. Sans vouloir faire de palmarès, nous ne pouvons, faute de place, citer que quelques noms illustres: Borrel, dernier élève direct de Pasteur et inventeur de la théorie virale du cancer; Masson, histopathologiste mondialement réputé; Nicloux, illustre biochimiste; Ambard, physiopathologiste dont une constante porte le nom en éponyme; Leriche, protagoniste de la pathologie tissulaire et de la chirurgie fonctionnelle; Pautrier, dermatologiste, créateur d'un foyer florissant d'enseignement dermatologique; Bouin et Ancel, venant de la Faculté de médecine de Nancy, dont les laboratoires à Strasbourg allaient devenir des centres mondialement réputés de l'endocrinologie sexuelle expérimentale et aussi une pépinière de biologistes qui allaient illustrer la recherche et l'enseignement à Strasbourg et à Paris et dont nous ne rappelons que certains nom: Max Aron, Courrier, Benoit, Étienne Wolff. Combien d'autres que nous aurions voulu citer avec des sentiments de fidèle reconnaissance ! »
- Henri Weschinger, « Strasbourg - La Faculté de médecine et l'Hôpital civil », Chanteclair, 1921, 16e année, p. 1-14.

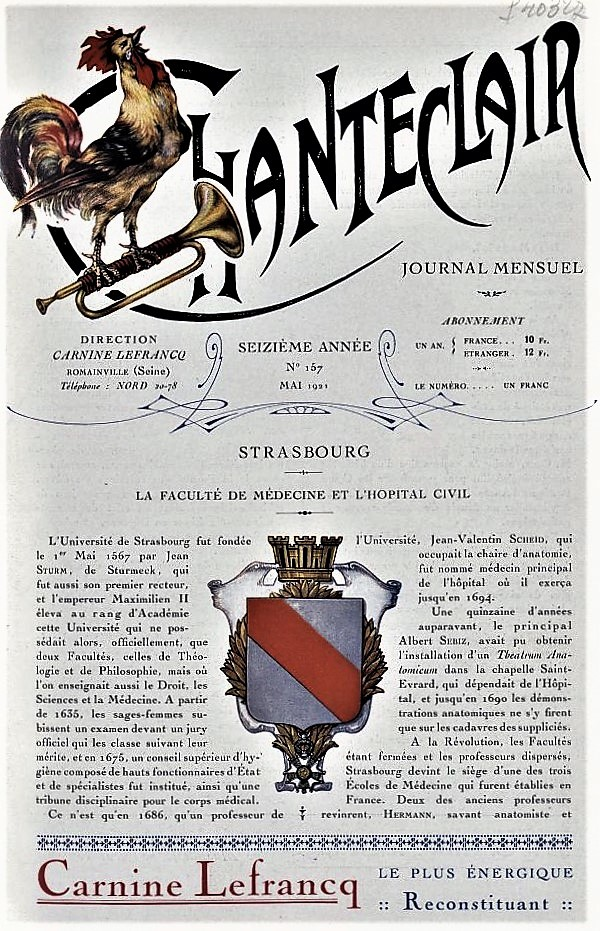
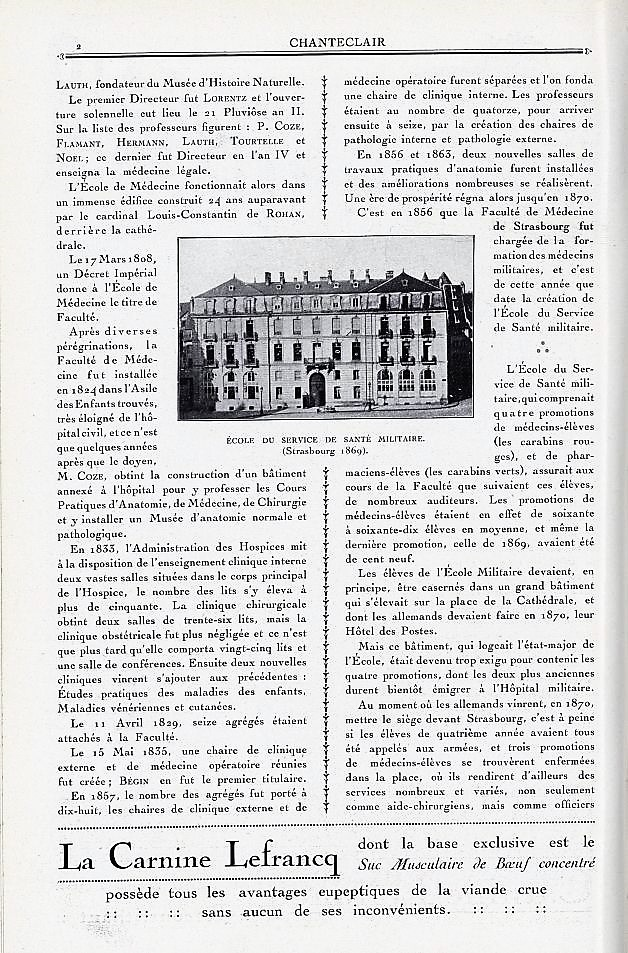
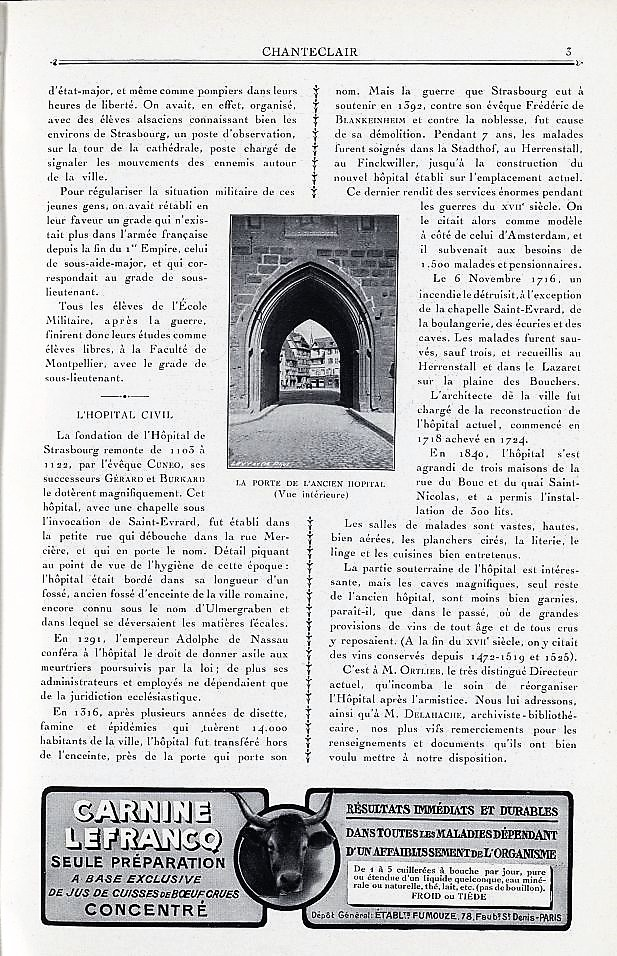
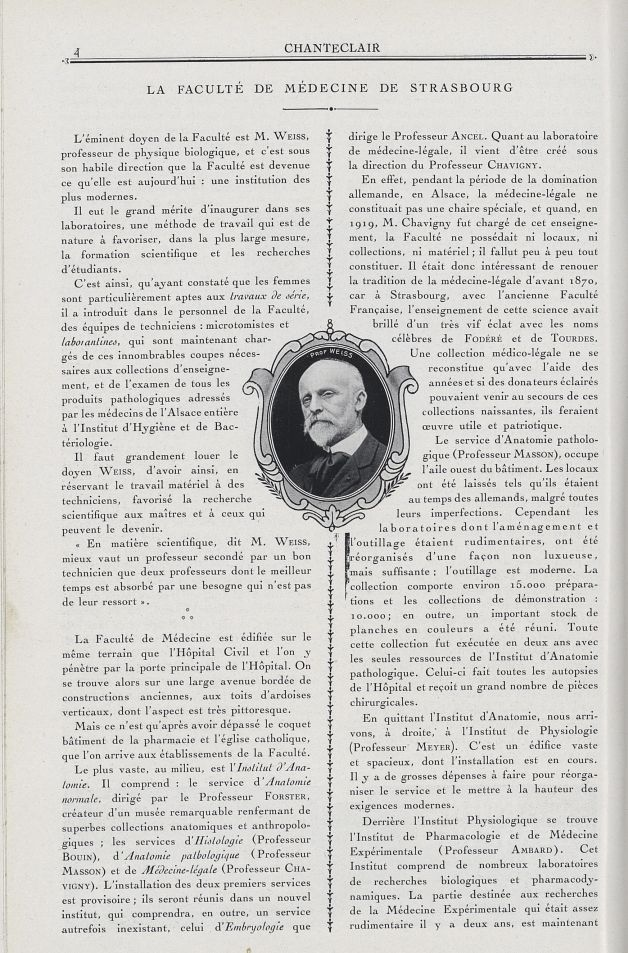
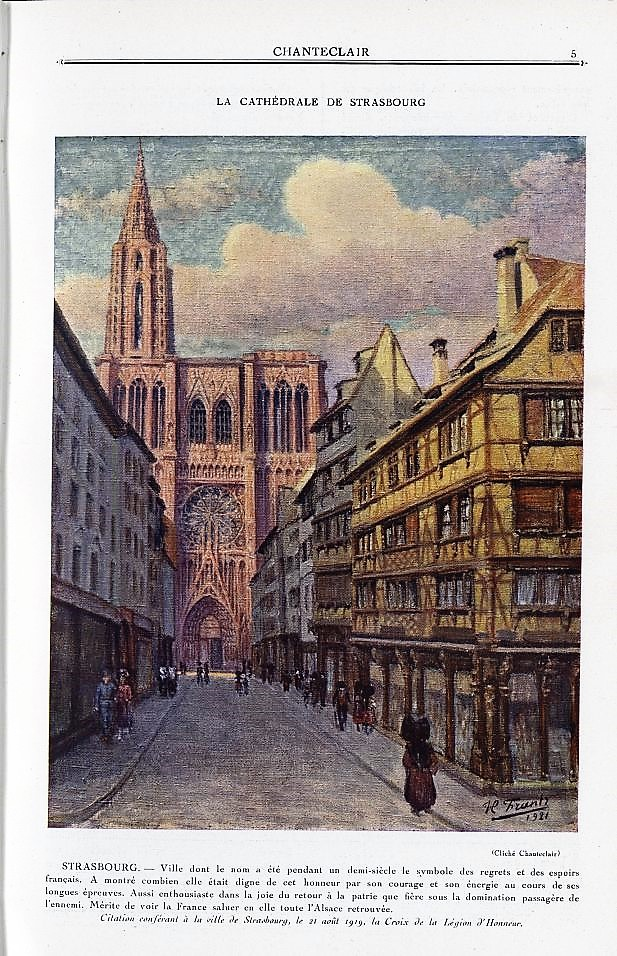
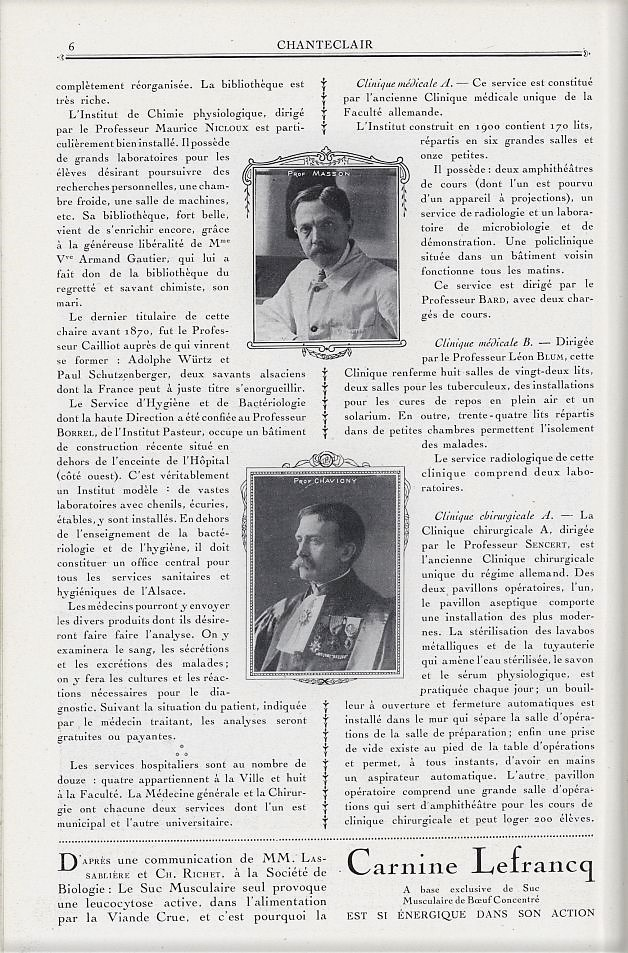
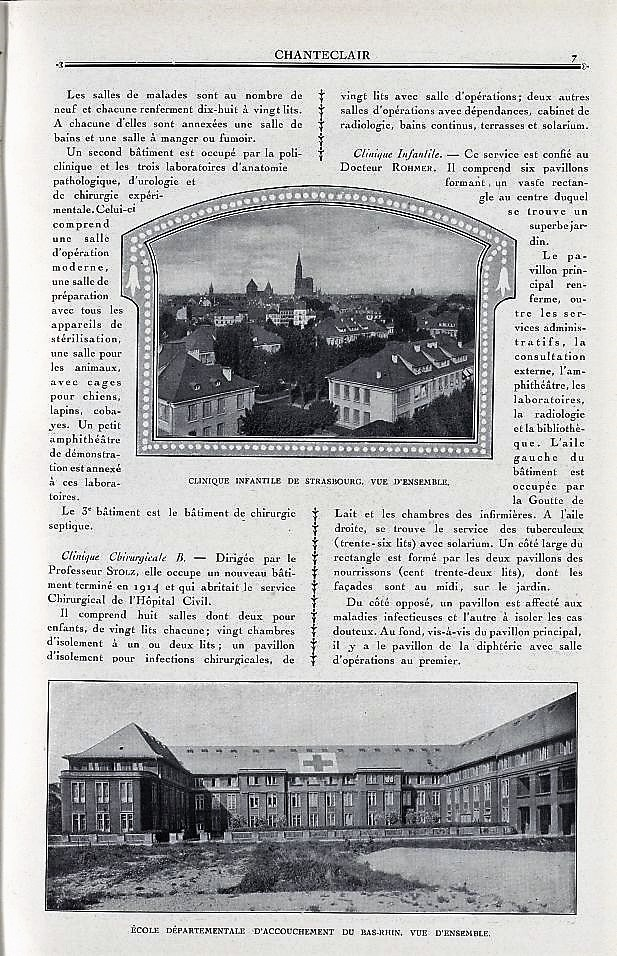
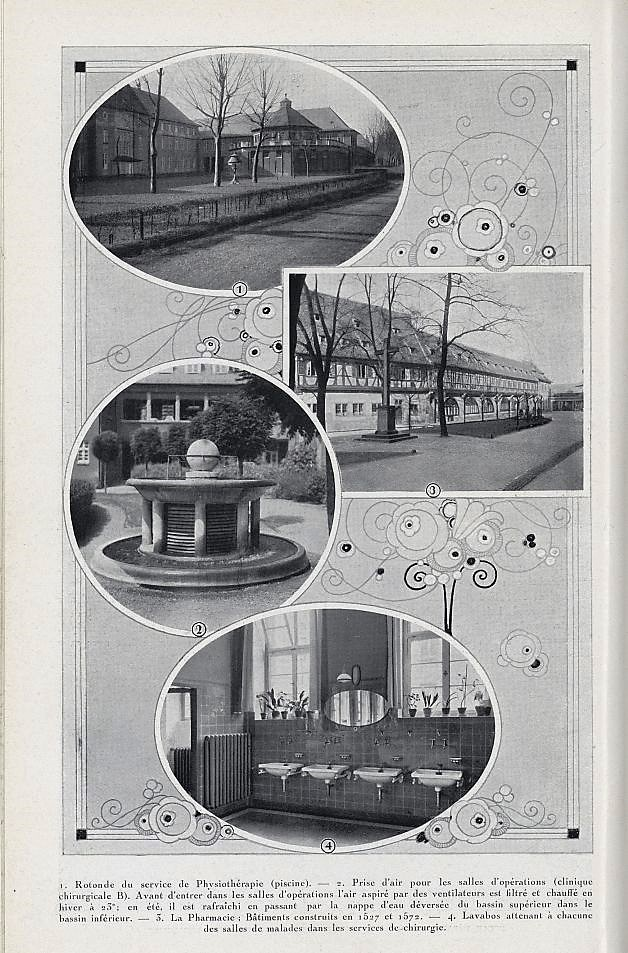
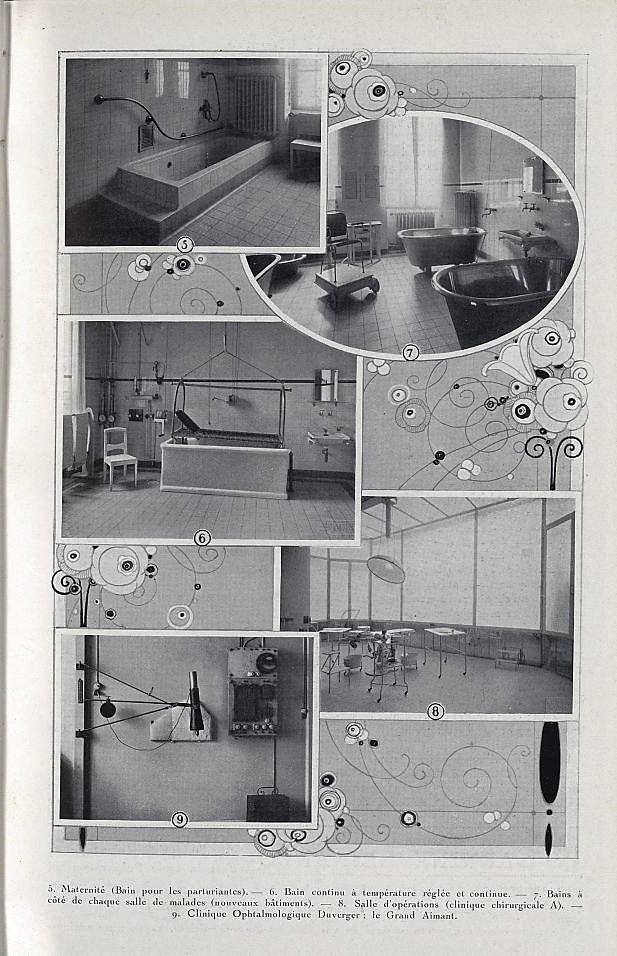
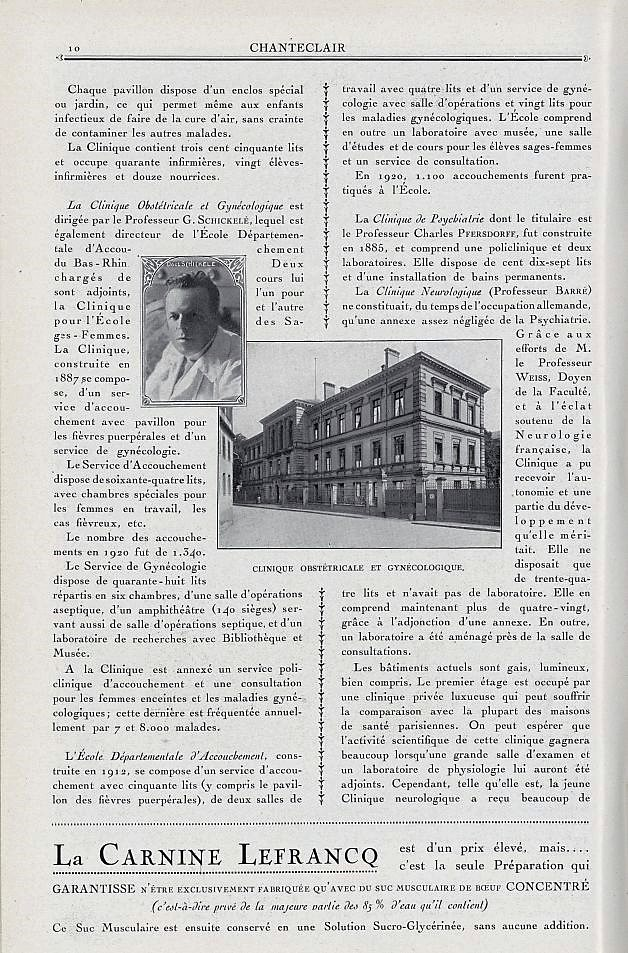
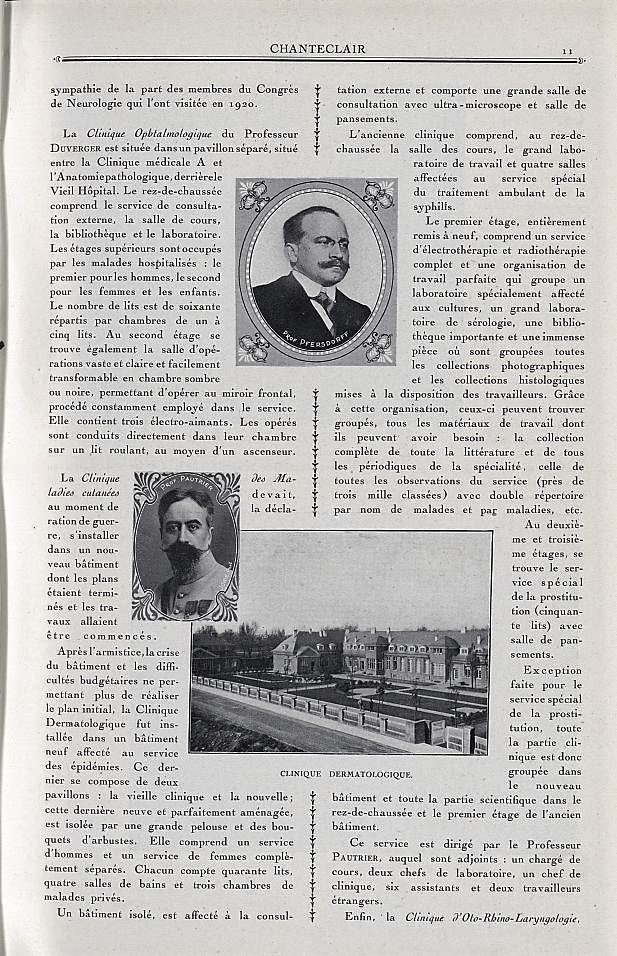
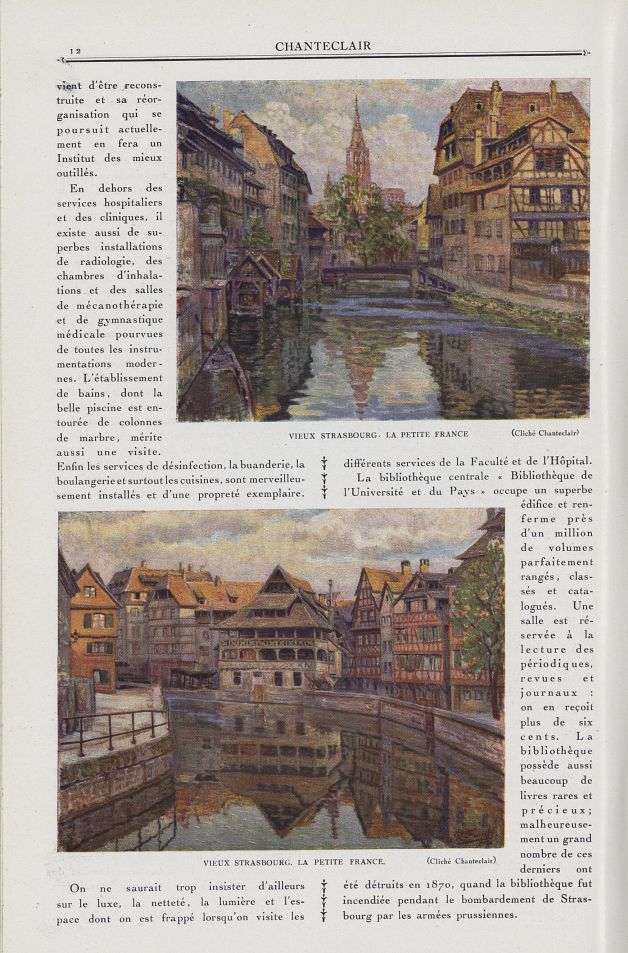
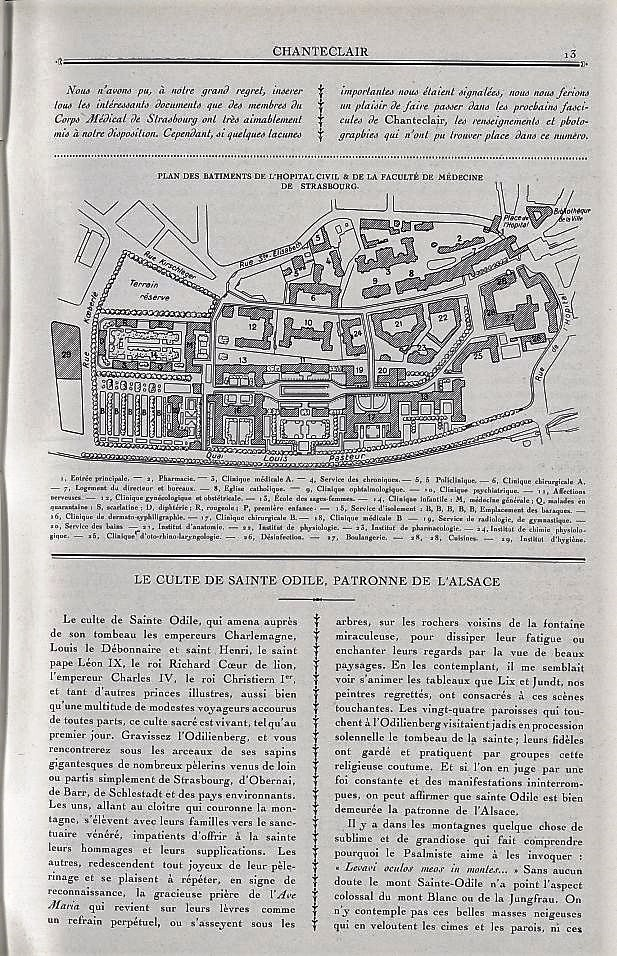
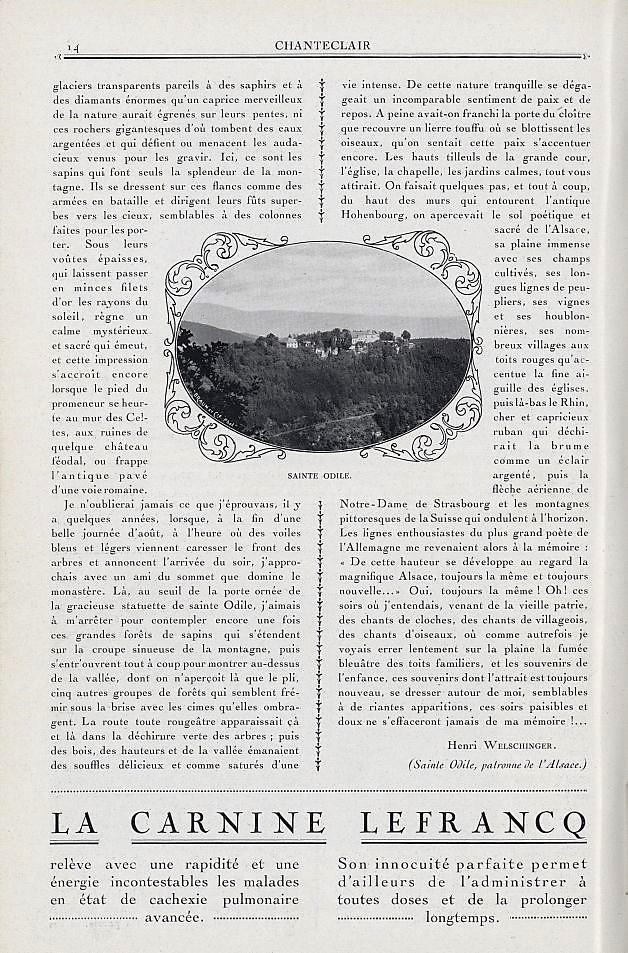

L’université de Strasbourg est inaugurée le 23 novembre 1919, la faculté de médecine prend la place de l’ancienne faculté allemande, dont elle reprend les instituts et cliniques. L’université de Strasbourg suit ainsi le point de vue du président Poincaré selon lequel les universités doivent s’adapter aux singularités locales, point de vue soutenu aussi par le directeur de l’Enseignement supérieur Alfred Coville. Cependant la séparation entre locaux de la faculté et de l’hôpital n’est pas évidente du fait d’un grand enchevêtrement entre les deux, autant au point de vue physique, que financier. Weiss reconnaît en 1919 que la conservation de l’organisation allemande est favorable à l’embauche de personnel d'élite' et donne une 'impulsion' à la recherche dans la nouvellement fondée faculté.
En 1919, un laboratoire régional de bactériologie, contrôlé par le ministère de l’hygiène, est installé dans les locaux de l’institut d’hygiène et de bactériologie.
En 1920 le commissaire général de Strasbourg met en place une commission technique consultative pour mettre en place une convention entre université et hôpital, et de liquider les dettes en cours. Devant la complexité des relations, il est décidé que l’État paye une somme fixe à l’hôpital pour l’entretien des locaux d’enseignement de la faculté (ce qui comprend les soins médicaux des employés, l’eau, électricité, le gaz et la maintenance des routes) et l’hôpital prend en charge les huit services dont il partage l’usage (médicale A, chirurgicale A, gynécologie et obstétrique, ancienne dermatologie, ophtalmologie, neurologie, psychiatrie et ORL). L’hôpital prend donc en charge (salaires, chauffage, éclairage, électricité, eau) ces huit services, les autres (médicale B, chirurgicale B, nouvelle dermatologie, infantile), dans lesquelles la faculté de médecine assure l’enseignement, restant à la charge de l’université. Cette convention exclut la maternité et le service de maladies chroniques, des services spécifiques de l’hôpital, la clinique dentaire et les instituts scientifiques spécifiques de la faculté. Entre 1922 et 1924, une série de conventions de cinq ans est signée entre l’hôpital de Strasbourg, financé par la ville de Strasbourg, et le ministère de l’instruction publique qui est chargé du financement des universités françaises.
La difficulté d’appliquer des conventions de 1922-1924 entraine une forte tension entre faculté et hôpital et des fréquents contrôles de la part du ministère des finances (11 rapports et mémoires entre 1920 et 1939). Le sommet de cette tension conduit à un renoncement aux conventions par l’hôpital en 1926, ce qui conduit à un non-paiement des frais de maintenance pendant les 8 années suivantes.
Le développement de la faculté continue aussi avec la mise en service en 1928 de l'institut d'histologie et en 1930 de la nouvelle clinique ORL, de l'institut d'hygiène et de bactériologie, ainsi que de la nouvelle clinique dermatologique.
À la suite des impayés des conventions université-hôpital, la Cour des comptes lance, en 1934, une expertise financière des laboratoires des instituts d’anatomie pathologique et de la clinique médicale B, ainsi que de la chaire d’hydrologie thérapeutique et de climatologie pour la période 1924 à 1934.
Le 28 octobre 1935, les Hospices civils de Strasbourg et la faculté de médecine signent une nouvelle convention. Cette convention retransférait toutes les cliniques sous le contrôle de l’hôpital de Strasbourg, mais les laboratoires des cliniques et les instituts scientifiques restent sous le contrôle de la faculté. L’hôpital ne possédant pas de laboratoires est alors obligé de sous-traiter, en général contre financement, les analyses médicales aux laboratoires de la faculté. Ces laboratoires, appelés ‘’laboratoires conventionnés’’, proposent leurs services aussi bien à l’hôpital public qu’au secteur privé. Cependant la situation financière reste encore assez confuse comme le montre le contrôle suivant de la cour des comptes en 1937.
En 1936, le centre Paul-Strauss, créé en 1923, intègre un nouvel établissement. Ce centre de lutte contre le cancer, avec son service administratif, ses laboratoires, un bloc opératoire ainsi que les salles de roentgenthérapie, et de curiethérapie avec un stock de près de 10 grammes de radium, le plus important d'Europe, est inauguré par le président de la République Albert Lebrun en 1936.
Après la déclaration de guerre de 1939, la ville de Strasbourg est déclarée zone militaire par l'État-major français et évacuée d'office. À cette occasion l'ensemble des facultés de Strasbourg, avec leurs professeurs et étudiants, se replièrent à Clermont-Ferrand. Clermont-Ferrand possédait déjà une faculté de lettres et une de sciences, mais n'avait en plus qu'une école de droit et une école de médecine. La faculté de médecine de Strasbourg, avec ses instituts, ses cliniques, et tout leur matériel (bibliothèques, instruments, chaises, tables, lits des malades…) rejoint donc l'école de médecine de Clermont-Ferrand. Les Hospices civils n'existent plus à Strasbourg et les seuls médecins qui sont dans la ville s'occupent des quelques « équipes civiles » ayant pour mission de patrouiller autour des blocs d'immeubles pour empêcher le pillage.

### La Reichsuniversität Strassburg et l'université française de Strasbourg
Après l'Armistice de juin 1940, les Nazis annexèrent l'Alsace-Lorraine, rouvrent les facultés à Strasbourg et enjoignent aux professeurs et étudiants Alsaciens-Lorrains de rentrer immédiatement. Un certain nombre d'entre eux regroupés autour du vice-recteur Danjon, qui met alors toute son autorité et son énergie à convaincre Vichy de maintenir ouverte l’Université française de Strasbourg à Clermont-Ferrand, refusent toute idée de retour.
Les transactions pour la nomination des différents professeurs de la "Reichsuniversität Strassburg" débutent dès janvier 1941. Mais le choix du collège entier d'une université est difficile et cela d'autant plus qu'il y chevauchement de prérogatives entre Robert Wagner, chef de l'administration civile, et Bernhard Rust, ministre des sciences, de l'éducation, et de la formation populaire (conflit qui nécessitera même l'intervention d’Adolf Hitler en personne).
D'un autre côté, les Allemands vont aussi commencer à rénover, à remeubler, à construire, à reconstituer les bibliothèques et à installer des appareillages sophistiqués pour les instituts (de recherche de médecine, d'anatomie, de physiologie, de chimie physiologique, d'anatomie pathologique, d'anatomie pathologique expérimentale, d'hygiène, de pharmacologie, de médecine légale et de criminologie, de rééducation fonctionnelle) et les cliniques (médicale, chirurgicale, gynécologique, neuropsychiatrique, pédiatrique, ophtalmologique, ORL, dermatologique, dentaire, orthopédique). En parallèle à tous ces investissements, les allemands récupèrent aussi, dès 1941, tous les livres et tout le matériel scientifique des différents Instituts de l'université qui ont été évacués à Clermont-Ferrand, mais aussi à Paris, Bordeaux, Lyon, et en Dordogne.
En mars 1941, le nouveau recteur de la « Reichsuniversität Strassburg », Karl Schmidt, professeur d'ophtalmologie, à qui on propose alors d'envoyer les médecins alsaciens dans le Reich (afin qu'ils « baignent dans la pure atmosphère nationale-socialiste », qu'ils sentent immédiatement le bienfondé de cette politique, et qu'ils « réintègrent » par là-même « leur peuple, le peuple germanique ») refuse catégoriquement
L'inauguration de la « Reichsuniversität Strassburg » a lieu le 23 novembre 1941, mais tout n'est pas encore au point, ainsi les cours de sciences fondamentales de la faculté de médecine (quatre premiers semestres) ne pourront pas avoir lieu à la rentrée faute d'avoir terminé les aménagements des locaux.
Le corps professoral prend forme et tous doivent signer leur allégeance politique ainsi 100 % sont membres du NSDAP, 25 % sont membres des SA et 21 % sont membres des SS (comme les professeurs August Hirt, Otto Bickenbach et Eugen Haagen), un pourcentage très nettement supérieurs à la moyenne de la population médicale allemande. De plus aucun professeur nommé à Strasbourg ne sera Alsacien, ni même d’une autre nationalité qu’allemande.
Le 7 juillet 1942, Heinrich Himmler ordonne la création de l'"Institut für wehrwissenschaftliche Zweckforschung" ou IWZ (Institut de Recherche Scientifique de Défense) dont le professeur Hirt prend la direction du département "H" (anatomie). Hirt essuie un refus, dont il ne tient pas vraiment compte, du Recteur quand il essaie de l'implanter au sein de la faculté afin qu'il devienne un institut de médecine parmi les autres.
Après l'occupation de la zone libre en 1942, la pression allemande sur l'Université française de Strasbourg se fait plus intenses avec plusieurs rafles.
En mars 1943 a lieu l'installation à la faculté de médecine de la « Reichsuniversität Strassburg » d'un des tout premiers microscopes électroniques de l'époque. Durant l'été 1943, s'ouvre à Strasbourg un institut supplémentaire, l'institut de biologie raciale et en août 1943 Hirt met en œuvre son projet de collection de squelettes juifs.
Le 8 mars 1944 ont lieu les dernières arrestations dans des locaux dépendant de l'université française de Strasbourg, arrestations plus particulièrement dirigées contre le corps médical (de la faculté de médecine de Strasbourg et de l'école de médecine de Clermont-Ferrand).
L'importance (militaire) de certains instituts de la « Reichsuniversität Strassburg » est telle qu’ils sont évacués dès le débarquement des Alliés en Normandie en juin 1944, ainsi l’institut de recherche de la faculté de médecine reçoit l'ordre de se replier sur Tauberbischofsheim et sur Wurtzbourg. Les professeurs Bickenbach et Fleischmann emportent donc le radium et le béryllium à l’institut de gynécologie de Wurtzbourg et l’appareillage (y compris le microscope électronique) au château de Weikersheim.

Finalement, étant donné la menace de l'avance alliée, le ministre de l'Éducation, Rust, ordonne l'évacuation de la « Reichsuniversität Strassburg » dans la deuxième semaine d'octobre 1944. Hermann Göring, en tant que président du Conseil de la Recherche du Reich, ordonne quant à lui l'évacuation des instituts de la "Reichsuniversität Strassburg" s'occupant de « travaux d'intérêt de guerre », ce qui concerne tous les instituts de la faculté de médecine. Les instituts et leur matériel (livres, registres, lampes, appareils, chaises, armoires…) sont envoyés à Tübingen, puis aux alentours. La Reichsuniversität Strassburg va alors fonctionner en parallèle avec l'université de Tübingen.
Le 23 novembre 1944 au matin, les professeurs de la faculté encore présents à Strasbourg sont faits prisonniers quand les troupes alliées, menées par les troupes de la 2e division blindée du Général Leclerc, envahissent l'hôpital.
Par décret du 18 décembre 1944, le siège de la "Reichsuniversität Strassburg" est transféré à Tübingen. Le professeur Hirt est nommé nouveau doyen de la faculté de médecine. En fait la faculté n’est plus constitué que des professeurs Hirt et Hofmeier.
Le 9 avril 1945, la Reichsuniversität Strassburg à Tübingen cesse définitivement toute activité et dix jours plus tard la ville est prise par les forces alliées.
En 1945, le corps enseignant alsacien resté à Clermont-Ferrand regagne Strasbourg cependant les facultés restent à Clermont-Ferrand ou elles constituent l'université de Clermont-Ferrand.

### L'université après-guerre
Entre 1962 et 1968 a lieu la construction des principaux bâtiments de la faculté de médecine actuelle. Le premier bâtiment (Bâtiment 1) comprend deux amphithéâtres de 350 et 500 places.

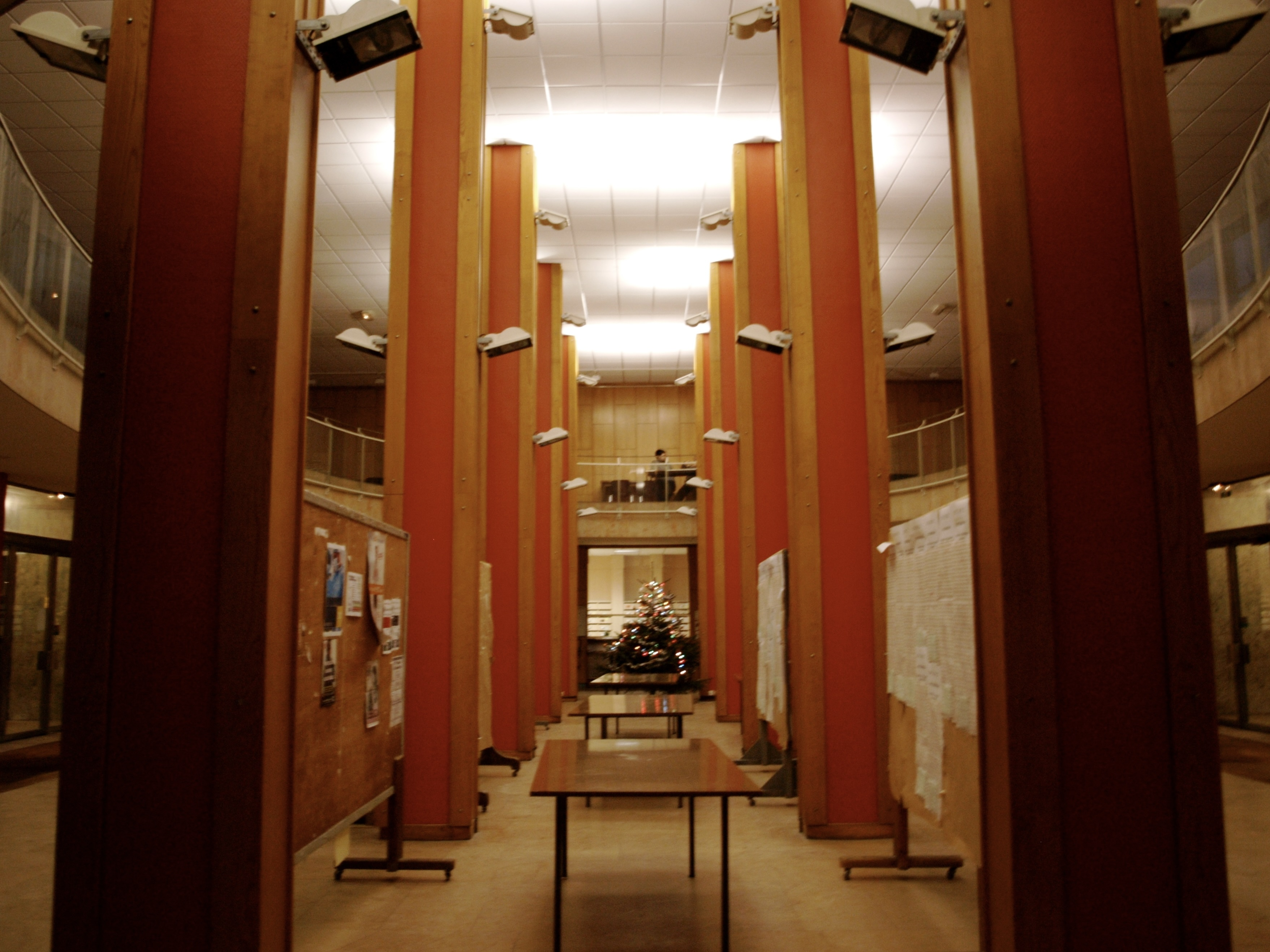
Bâtiment 2 : hall

 Le second bâtiment (Bâtiment 2) est un immeuble de quatre étages qui regroupe le décanat (bureau du doyen), les services administratifs et deux étages pour une bibliothèque.

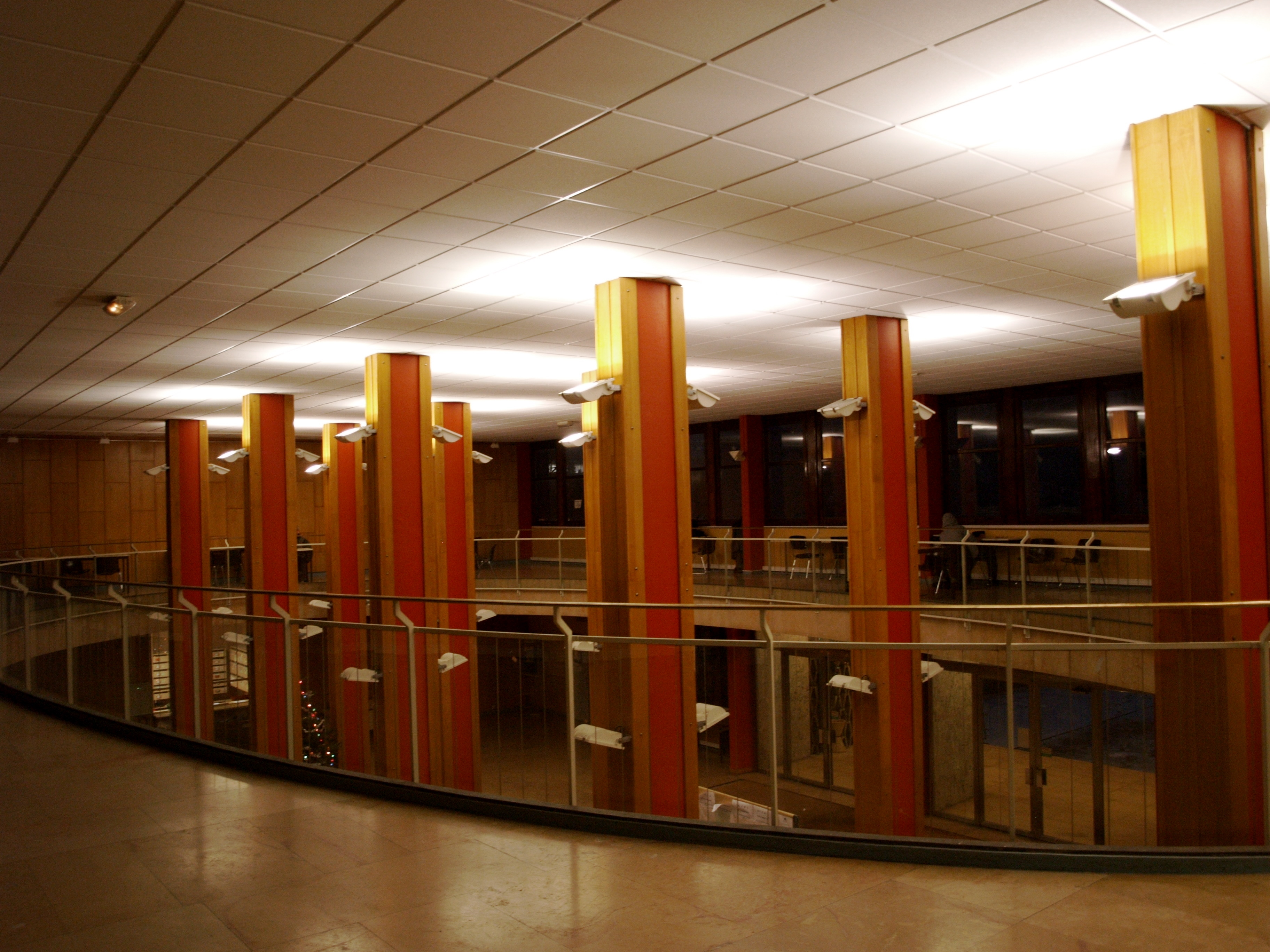
Bâtiment 2 : hall à l'étage

En 1966, mise en service d'un troisième ensemble (bâtiment 3) constitué d'un immeuble de dix niveaux destiné à l’enseignement et à la recherche. Il abrite cinq chaires (chimie-biologie, médecine légale, d’électrologie, thérapeutique et pathologie) avec un ensemble de laboratoires. Les cinq chaires sont dotées d’une animalerie. Ce bâtiment abrite également des services et divers ateliers. 
 Un quatrième ensemble (Bâtiment 4) est réalisé de 1965 à 1968, il s’agit d’un bâtiment de sept niveaux qui regroupe les chaires de physiologie, de physiologie appliquée, d’embryologie et de pharmacologie. Un autre ensemble, prévu pour les autres chaires n’a jamais été construit.
À la suite de la loi Faure du 10 octobre 1968, le statut et l’organisation des universités furent fortement modifiés et la loi conduisit en 1971 à la scission de l'université en trois nouvelles institutions : l'université Strasbourg I, l'université Strasbourg II et l'université Strasbourg III. La faculté de médecine est rattachée à l'université Strasbourg I, l'université des sciences et de la santé.
L'année 1970 voit la transformation de la clinique dentaire scolaire, fondée en 1902, en faculté de chirurgie dentaires.
Après un rapport très critique de la cour des comptes, le président de l’Université Louis Pasteur et le directeur des hôpitaux de Strasbourg considérant que l’activité des ‘’laboratoires conventionnés‘’ dépasse le cadre financier normal géré par l’université (en 1990 le revenu des ‘’laboratoires conventionnés’’ représente 10 % du budget universitaire), demandent en 1999 une évaluation et une expertise par l’État des relations entre des laboratoires conventionnés de la faculté de médecine et hôpital public. Le résultat de cette expertise a été le transfert à l’hôpital des ‘’laboratoires conventionnés’’ au début des années 2000.
En 2002, sur l'emplacement d'un vieil amphithéâtre préfabriqué, construction d’un cinquième bâtiment pour la faculté de médecine, le Forum, « centre de formation et de recherche universitaires médicales », comprenant des salles de cours et une salle de conférence.
L’Université de Strasbourg est créée le 18 août 2008 par décret, mais l'université n'est réellement réunifiée que depuis le 1er janvier 2009, date à laquelle les trois anciennes universités disparaissent.
En 2011, démolition du bâtiment 4 de la faculté de médecine. Une nouvelle construction de 8 000 m2 dédiée au Centre de Recherche en Biomédecine (CRBS) a débuté en avril 2015,,, avec une mise en service prévue début 2019.
D'après le collectif No Fake Med, la faculté de médecine de Strasbourg est l'une des facultés de médecine française les plus poreuses aux pseudo-médecines,.

## Accès
Il est desservi par la CTS :

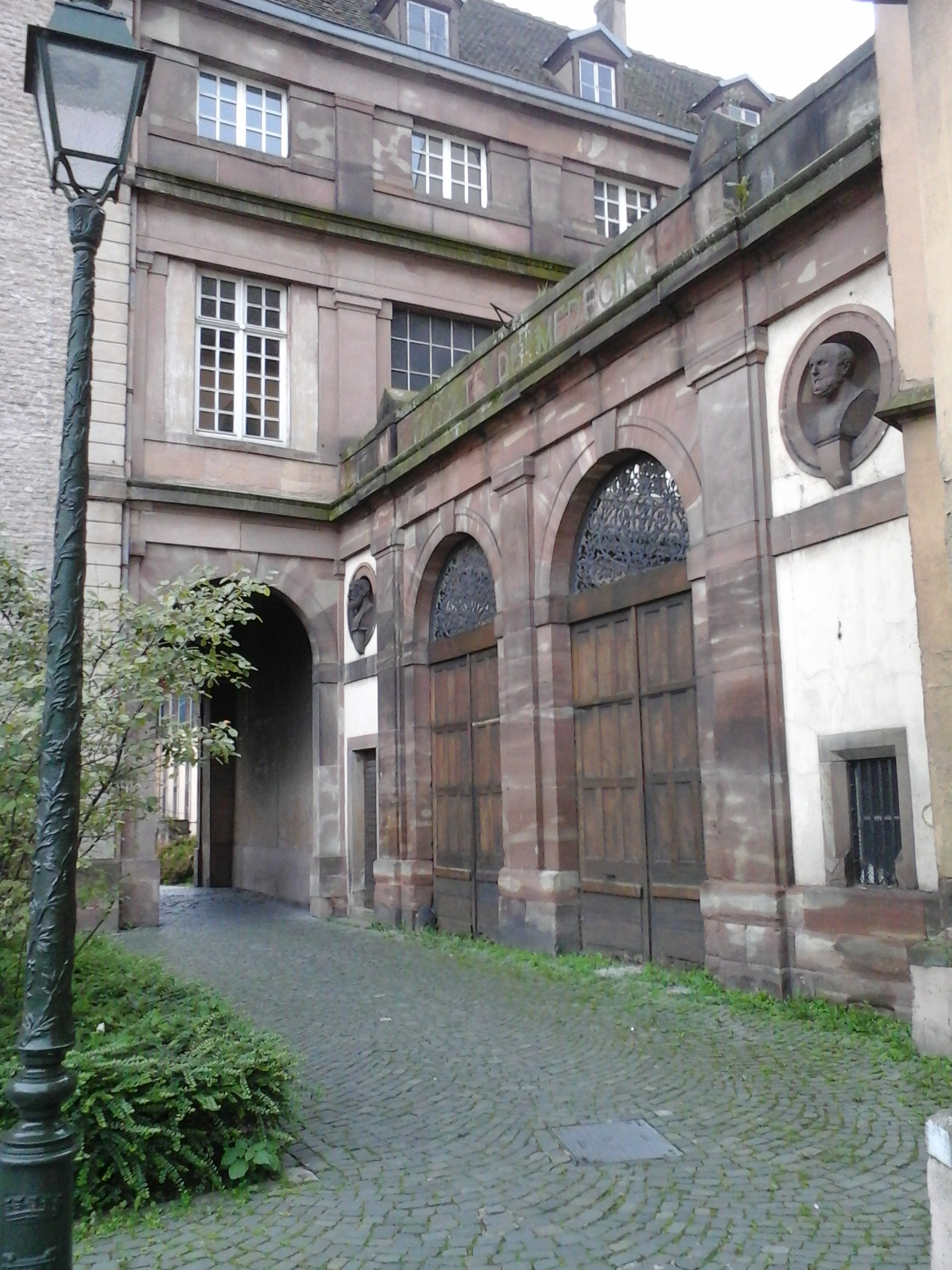
Portail de l'ancienne faculté de médecine de Strasbourg

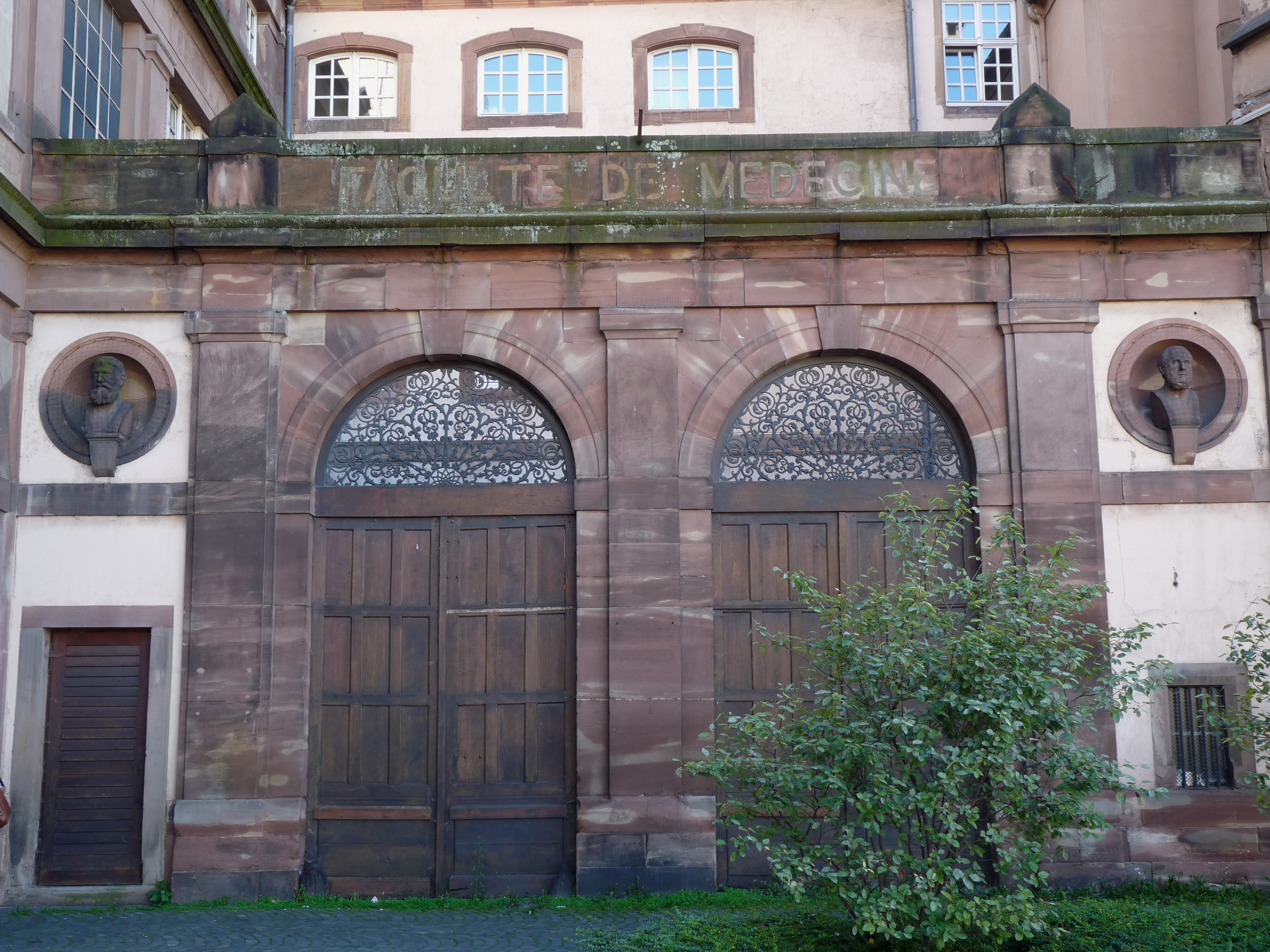
Entrée de l'ancienne faculté de médecine, place du Vieil-Hôpital

- ligne de bus L1 aux arrêts "Lycée Pasteur" et "Hôpital Civil",
- ligne de bus 10 à l'arrêt "Hôtel du Département",
- Navette Hôpital Civil,
- ligne B du tramway à l'arrêt "Musée d'Art Moderne".

## Les formations et la recherche

### Les formations
- Concours de sélection de fin de 1re année pour l'entrée en 2e année de médecine ou d'odontologie ou en 1re année de sages-femmes ou masso-kinésithérapie.
- Diplômes d'État de docteur en médecine avec qualification de spécialiste.
- 297 formations diplômantes (diplômes de spécialisation, capacités de médecine, diplômes d'université (DU) et diplômes interuniversitaires (DIU)).
- Gestion dans le cadre du LMD de 3 masters de recherche (physiopathologie cellulaire et moléculaire, santé publique et environnement et éthique médicale et bioéthique) et de la licence professionnelle Métiers de la santé au travail et de la santé dans l'environnement.
- Études paramédicales(accessibles sur concours) : capacité d'orthophonie (5 ans) et capacité d'orthoptie (3 ans).

### La recherche
On retrouve :
- un institut d'histologie ;
- un institut de physiologie ;
- un institut d'embryologie ;
- un institut d'anatomie normale (au sein de l'hôpital civil) ;
- un institut de physique biologique (au sein de l'hôpital civil);
- un institut de Médecine Légale.

Équipes et unités associées (2012):
- Pôle de compétitivité Innovations thérapeutiques,
- Génopôle Alsace-Lorraine,
- Cancéropôle du Grand Est,
- Institut de génétique et de biologie moléculaire et cellulaire (IGBMC),
- 12 Unités de recherche INSERM,
- 2 Unités de recherche CNRS,
- 11 Équipes associées (EA) labellisées par le ministère dans le contrat quadriennal (2008-2012),
- Institut de recherche contre les cancers de l'appareil digestif (IRCAD),
- Centre de ressources biologiques / tumorothèque (CRB),
- Centre d'investigations cliniques (CIC),
- Fondation transplantation,
- Centre européen d'étude du diabète (CeeD),

## Les associations d'étudiants

Le logo de l'AAEMS

Depuis 1925, l'AAEMS (Association Amicale des Etudiants et anciens étudiants en Médecine de Strasbourg) est présente à la Faculté de médecine. Elle a ses locaux dans l'enceinte de l'Hôpital Civil. Elle a différents pôles d'activités qui sont le service à l'étudiant, la représentation, la solidarité et la vie étudiante.

## Enseignants et étudiants célèbres

### Étudiants puis enseignants
- Jean-Jacques Sachs, (1686-1762), professeur de clinique;et chanoine de l'église Saint-Thomas, surnommé l'« Hippocrate de l'Alsace ».
- Thomas Lauth (1758-1826), médecin et botaniste, professeur d'anatomie et d'anthropologie.
- Jean Lobstein (1777-1835), chirurgien et pathologiste. Son nom est associé au syndrome de Lobstein ou maladie des os de verre.
- Victor Stoeber (1803-1871),créateur du premier enseignement officiel d'ophtalmologie en France, en 1845 et de la première clinique d'ophtalmologie, à Strasbourg en 1854.
- Joseph Stoltz (1803-1896), professeur de clinique d'accouchements (obstétrique), dernier doyen avant l'Annexion de 1870 et premier doyen de la Faculté de médecine transférée à Nancy par Thiers.
- Édouard Eissen (1805-1875), rédacteur en chef de la Gazette médicale de Strasbourg, préfet intérimaire du Bas-Rhin en 1848.
- Charles Schützenberger (1809-1881), professeur de « clinique médicale », membre de la Société des amis du muséum d'histoire naturelle de Strasbourg.
- Gabriel Tourdes (1810-1900) professeur de médecine légale à la Faculté de médecine de Strasbourg puis doyen de la Faculté de Médecine de Nancy.
- François Herrgott (1814-1907), chirurgien, gynécologue et obstétricien, disciple de Sédillot
- Eugène Koeberlé (1828-1915), chirurgien et humaniste alsacien
- Eugène Boeckel (1831-1900), chirurgien qui fut professeur agrégé à la faculté et l'auteur de nombreuses publications.
- Charles Louis Alphonse Laveran (1845- 1922), pionnier de la médecine tropicale, prix Nobel de physiologie ou médecine en 1907.
- Otto Loewi (1873-1961), médecin allemand, prix Nobel de physiologie ou médecine en 1936.
- Jacques Benoit (1896-1982), professeur d'histologie et d'embryologie (1946-1952), professeur au Collège de France (1952-1966).
- Bernard Metz (1920-2009), médecin et physiologiste, spécialiste de bioclimatologie et d'ergonomie.
- Lucien Israël, professeur de psychiatrie et psychanalyste.
- Auguste Wackenheim (1925-1998), professeur de radiologie, fondateur de la Société européenne de neuroradiologie, écrivain et poète.
- Gabrielle Pauli (née en 1940), pneumologue spécialiste d'asthme allergique.
- Moncef Marzouki (né en 1945), Président de la République tunisienne (2011-2014), homme d'État, écrivain, médecin et militant des droits de l'homme tunisien.
- Jacques Marescaux (né en 1948), médecin français, fondateur de l'Institut de recherche contre les cancers de l'appareil digestif.
- Israël Nisand (né en 1950), gynécologue-obstétricien, responsable du pôle universitaire de gynécologie-obstétrique de Strasbourg.

### Étudiants
- Angelus Silesius (1624-1677), poète et mystique allemand.
- Johann Rudolf Zwinger (médecin) (1692-1777), médecin suisse, professeur d'anatomie et de botanique puis de médecine théorique et pratique à Bâle.
- Johann Peter Frank (1745-1821), médecin hygiéniste allemand.
- Johann Wolfgang von Goethe (1749-1832), poète, romancier, dramaturge, théoricien de l'art et homme d'État allemand.
- Frédéric Kirschleger (1804-1869), botaniste et médecin français.
- Édouard Eissen (1805-1875), médecin communal de Strasbourg et préfet intérimaire du Bas-Rhin.
- Ambroise-Auguste Liébeault (1823-1904), médecin français célèbre dans le cadre de l'histoire de l'hypnose et du magnétisme animal.
- Jean-Antoine Villemin (1827-1892), médecin militaire, hygiéniste et épidémiologiste français, connu pour avoir démontré en 1865 que la tuberculose était une maladie contagieuse.
- Alphonse Herrgott (1849-1927), gynécologue et obstétricien, professeur à la Faculté de médecine de Nancy.
- Ernst Remak, (1849-1911), professeur de neurologie à la Charité de Berlin.
- Albrecht Kossel (1853-1927), médecin allemand, prix Nobel de physiologie ou médecine en 1910.
- Paul Ehrlich (1854-1915), médecin allemand, prix Nobel de physiologie ou médecine en 1908.
- Albert Schweitzer (1875-1965), théologien protestant, musicien organiste, philosophe et médecin alsacien, né citoyen d’Alsace-Lorraine (ressortissant allemand).
- Paul Rohmer (1876-1977), médecin alsacien considéré comme un des pères de la pédiatrie moderne française.
- Otto Fritz Meyerhof (1884-1951), médecin germano-américain prix Nobel de physiologie ou médecine en 1922.
- Charles Oberling (1895-1960), cancérologue, professeur au Collège de France et premier doyen de la Faculté de médecine de Téhéran.
- Gaston Lévy (1902-1990), médecin pédiatre français qui est une des figures importantes de l'Œuvre de secours aux enfants (OSE) durant la Seconde Guerre mondiale.
- Robert Courrier (1895-1986), médecin, biologiste, professeur au Collège de France (1938).
- Adélaïde Hautval (1906-1988), est une psychiatre, rescapée des camps de concentration nazis et reconnue « Juste parmi les nations ».
- Henri Ueberschlag (1912-1976), médecin psychiatre français. Il élabora des thérapies de réinsertion sociale fondées sur l'ergothérapie. Il fut l'un des précurseurs en France pour la prise en charge au sein d'unités spécialisées des enfants malades mentaux.
- Pierre Grosjean (médecin) (1952-1983), chargé de cours à la faculté de médecine de León et assassiné au Nicaragua.
- Christian Gachet (1959-), médecin et chercheur français en hématologie.
- Arnault Pfersdorff, pédiatre réanimateur, il est également écrivain et le fondateur de la plateforme de téléconseil pédiatrique pediatre-online.

### Enseignants
- Jean-Jacques Sachs (1686-1762), médecin strasbourgeois qui fut professeur de clinique à la faculté de médecine et chanoine de l'église Saint-Thomas de Strasbourg.
- François-Daniel Reisseissen (1773-1828), médecin anatomiste, professeur de médecine et philanthrope strasbourgeois qui a laissé son nom au muscle bronchique (« muscle de Reisseissen »).
- Charles-Polydore Forget (1800-1861), chirurgien de marine et professeur de pathologie et clinique médicale entre 1835 et 1861.
- Charles-Emmanuel Sédillot (1804-1883), médecin militaire et chirurgien.
- Étienne Bouisson (1813-1884), professeur de physiologie à Strasbourg (1837-1840), puis conseiller municipal à Montpellier et député de l’Hérault.
- Felix Hoppe-Seyler (1825-1895), chimiste et physiologiste allemand, reconnu comme l'un des fondateurs de la biochimie et le précurseur de la biologie moléculaire.
- Henri-Étienne Beaunis (1830-1921), physiologiste et psychologue français, membre de l'École hypnologique de Nancy, connu pour ses travaux sur l'hypnose, l'anatomie, la physiologie et la psychophysiologie.
- Ferdinand Monoyer (1836 - 1912), ophtalmologue inventeur de l'échelle Monoyer encore en usage actuellement pour mesurer l'acuité visuelle.
- Friedrich Goltz (1834-1902), médecin et physiologiste allemand, recteur (1888-1890), premier directeur et concepteur de l'institut de physiologie de la Kaiser-Wilhelms-Universität.
- Oswald Schmiedeberg (1838-1921), médecin et pharmacologue allemand d'origine balte, considéré comme le père fondateur de la pharmacologie moderne.
- Otto Wilhelm Madelung (1846-1926), médecin allemand qui a donné son nom à la déformation de Madelung.
- Georg Ledderhose (1855-1925), chirurgien allemand qui a donné son nom à la maladie de Ledderhose.
- Louis Bard (1857-1930), clinicien lyonnais de renommée nationale, premier chef de la clinique médicale A.
- Oskar Minkowski (1858-1931), médecin et physiologiste allemand, co-découvreur de l'origine pancréatique du diabète sucré.
- Georges Weiss (1859-1931), physicien et neurophysiologiste (loi de Weiss), premier doyen de la faculté après 1919.
- Paul Chavigny (1849-1949), médecin militaire, professeur de médecine légale.
- Camille Léopold Simonin (1891-1961), ancien élève de l'École du service de santé militaire, professeur de médecine légale et de médecine sociale.
- Pol Bouin (1870-1962), histologiste, auteur de travaux fondamentaux en endocrinologie sexuelle et biologie de la reproduction naissante.
- Paul Ancel (1873-1961), embryologiste, pionnier des recherches en endocrinologie sexuelle et en tératologie expérimentale.
- Maurice Nicloux (1873-1945), médecin, physicien et biochimiste, spécialiste des dosages gazeux et alcooliques sanguins.
- Prosper Merklen (1874-1939), clinicien spécialiste de pédiatrie, doyen de la faculté (1930-1933).
- Louis Sencert (1878-1924), chirurgien, précurseur de la chirurgie vasculaire, pionnier de la greffe vasculaire et nerveuse.
- René Leriche (1879-1955), chirurgien et physiologiste français, spécialiste de la chirurgie du sympathique et de la douleur.
- Pierre Masson (1880-1959), histopathologiste, inventeur de la coloration trichrome en anatomie pathologique.
- Jean Alexandre Barré (1880-1967), neurologue français. Établit une collaboration durable avec Georges Guillain, dont la plus célèbre devait être leur description du syndrome de Guillain-Barré.
- Max Aron (1892-1974), histologiste, spécialiste d'endocrinologie et de biologie de la reproduction, découvreur de la TSH.
- René Fontaine (chirurgien) (1899-1979), chirurgien français, doyen de la Faculté entre 1953 et 1965.
- Charles Kayser, physiologiste, auteur d'un "Traité de physiologie" en trois volumes.
- Charles Marx (physiologiste) (1920-2007), médecin, neurophysiologiste, directeur de l´Institut de Physiologie jusqu'en 1987, historien des sciences.
- Bernard Metz (1920-2009), physiologiste spécialiste de bioclimatologie et d'ergonomie.
- Jacques Chambron (1929-2016)[31], médecin, spécialiste en biophysique, précurseur de l'imagerie par IRM.
- Pierre Chambon (né en 1931), médecin, biochimiste et généticien français. Il a fondé et dirigé l'Institut de génétique et de biologie moléculaire et cellulaire.
- Bernard Canguilhem (1933-2015), physiologiste, spécialiste des rythmes biologiques.
- Edouard Grosshans [32](1937-2020), professeur de dermatologie.
- Albert Jaeger (1944-2015)[33], professeur de réanimation et toxicologue.
- Jean-Henri Jaeger (1944-2022), chirurgien orthopédiste.

## Doyens de la Faculté de Médecine et directeurs de l'Ecole de médecine
1. Première école médicale de Strasbourg : Joseph Adam Lorentz (1794), Jean-Louis Tinchant (1795), Joseph Noël (1796-1808), Dominique Villars (1808-1814), Pierre Coze (1814-1821), René Cailliot (1821-1835), Jean-Baptiste-Rozier Coze (1835-1857), Charles-Henri Ehrmann (1857-1867), Joseph Stoltz(1867-1871), Charles Schützenberger (1871).
2. Doyens alsaciens de la Faculté de Nancy:  Joseph Stoltz (1872-1879), Gabriel Tourdes (1879-1888), Albert Heydenreich (1888-1898), Frédéric Gross (1898-1913), Edouard Meyer (1913-1923).
3. Doyens de 1919 à nos jours: Georges Weiss (1919-1929), Paul Ancel (1929-1930), Prosper Merklen (1930- 1933), André Forster (1933-1948), Jacques Callot (1948-1953), René Fontaine (1953-1965), Jean Clavert (1965-1969), François Isch (1969-1976), Marc Dorner (1976-1983), Jean-Marie Mantz (1983-1989), Guy Vincendon (1989-1994), Pierre Gerlinger (1994-2001), Bertrand Ludes (2001-2010), Jean Sibilia (depuis 2011).